# Telegraph
Telegraph是即时聊天软件Telegram的开发商推出的一个内容发布网站，它允许用户匿名发布文章。

## 特点
访问和使用Telegraph不需要注册账号与下载软件，只需在网页浏览器中访问telegra.ph便可看到简约的界面，填入要发布的内容即可匿名发布。内容发布之后，只要清除浏览器的缓存，便无法再编辑文章。内容发布之后，不能追溯到文章作者和发布者。